# Itororó
Itororó – miasto i gmina w Brazylii, w stanie Bahia. Znajduje się w mezoregionie Centro-Sul Baiano i mikroregionie Itapetinga.